# Tavarede
Tavarede es una freguesia portuguesa del municipio de Figueira da Foz. Según el censo de 2021, tiene una población de 10 047 habitantes.